# Campionati europei di sci nautico - velocità 2018
I campionati europei di sci nautico per la specialità della velocità, tenutisi a Dunoon in Scozia tra il 26 agosto e il 1º settembre 2018, sono stati la trentaseiesima edizione della manifestazione.
La gara maschile ha visto il belga Steven Van Gaeveren aggiudicarsi il terzo titolo, quella femminile ha visto l'austriaca Sabine Ortlieb aggiudicarsi il secondo.

## Risultati

### Uomini F1
| Pos.    | Nome                | Nazione     | Totale  | Gara 1  | Gara 2  | Gara 3  | Gara 4  |
| ------- | ------------------- | ----------- | ------- | ------- | ------- | ------- | ------- |
| Oro     | Steven Van Gaeveren | Belgio      | 3000,00 | 940,73  | 1000,00 | 1000,00 | 1000,00 |
| Argento | Tim Lisens          | Belgio      | 2998,27 | 1000,00 | 999,62  | 998,65  | 937,65  |
| Bronzo  | Robin Mariën        | Belgio      | 2904,95 | 979,59  | 984,01  | 941,35  | 932,14  |
| 4       | Frederic De Wachter | Belgio      | 2775,85 | 944,95  | 917,69  | 0,00    | 913,21  |
| 5       | Elliot Underwood    | Regno Unito | 2131,87 | 725,03  | 711,69  | 693,97  | 695,15  |

### Donne F1
| Pos.    | Nome           | Nazione     | Totale  | Gara 1  | Gara 2  | Gara 3  | Gara 4  |
| ------- | -------------- | ----------- | ------- | ------- | ------- | ------- | ------- |
| Oro     | Sabine Ortlieb | Austria     | 3000,00 | 1000,00 | 1000,00 | 1000,00 | 1000,00 |
| Argento | Marisa Alongi  | Regno Unito | 2482,08 | 914,35  | 597,43  | 714,52  | 853,21  |
| Bronzo  | Samantha Clark | Regno Unito | 2422,74 | 815,75  | 770,58  | 802,36  | 804,63  |